# Spitzzahn-Doppelschleichen
Die Spitzzahn-Doppelschleichen (Trogonophidae) sind eine Familie der Schuppenkriechtiere (Squamata). Es sind beinlose Echsen, die im nordwestlichen Afrika, in Somalia, auf der Arabischen Halbinsel und auf der Insel Sokotra vorkommen.

## Merkmale
Die Tiere werden acht bis 24 Zentimeter lang. Sie sind oft auffällig gefärbt, z. B. weiß mit schwarzen Flecken. Von allen anderen Doppelschleichen unterscheiden sie sich durch ihren im Querschnitt dreieckigen Körper. Ein weiterer Unterschied betrifft die Art der Zahnbefestigung. Während alle anderen Doppelschleichen pleurodonte Zähne haben, d. h., sie sitzen wurzellos an der Innenkante der Kiefer, sitzen die Zähne der Spitzzahn-Doppelschleichen auf der Oberkante der Kiefer (acrodonte Zahnbefestigung). Ihre Schnauze ist abgeflacht und dient zum Graben. Dabei wird der kurze, spitze Schwanz als Widerlager benutzt. Er kann nicht abgeworfen werden.

## Lebensweise
Spitzzahn-Doppelschleichen leben grabend in sandigen Böden. Ihre Fortpflanzungsbiologie ist weitgehend unbekannt. Sie sind, mit Ausnahme der viviparen (lebendgebärenden) Art Trogonophis wiegmanni, ovipar (eierlegend).

## Gattungen und Arten
Es gibt etwa vier Gattungen mit sechs Arten.
- Agamodon Peters, 1882  
  - Agamodon anguliceps Peters, 1882
  - Agamodon arabicus Anderson, 1901
  - Agamodon compressus Mocquard, 1888
- Diplometopon Nikolskii, 1907 
  - Diplometopon zarudnyi Nikolskii, 1907
- Pachycalamus Günther, 1881
  - Pachycalamus brevis Günther, 1881
- Trogonophis Kaup, 1830

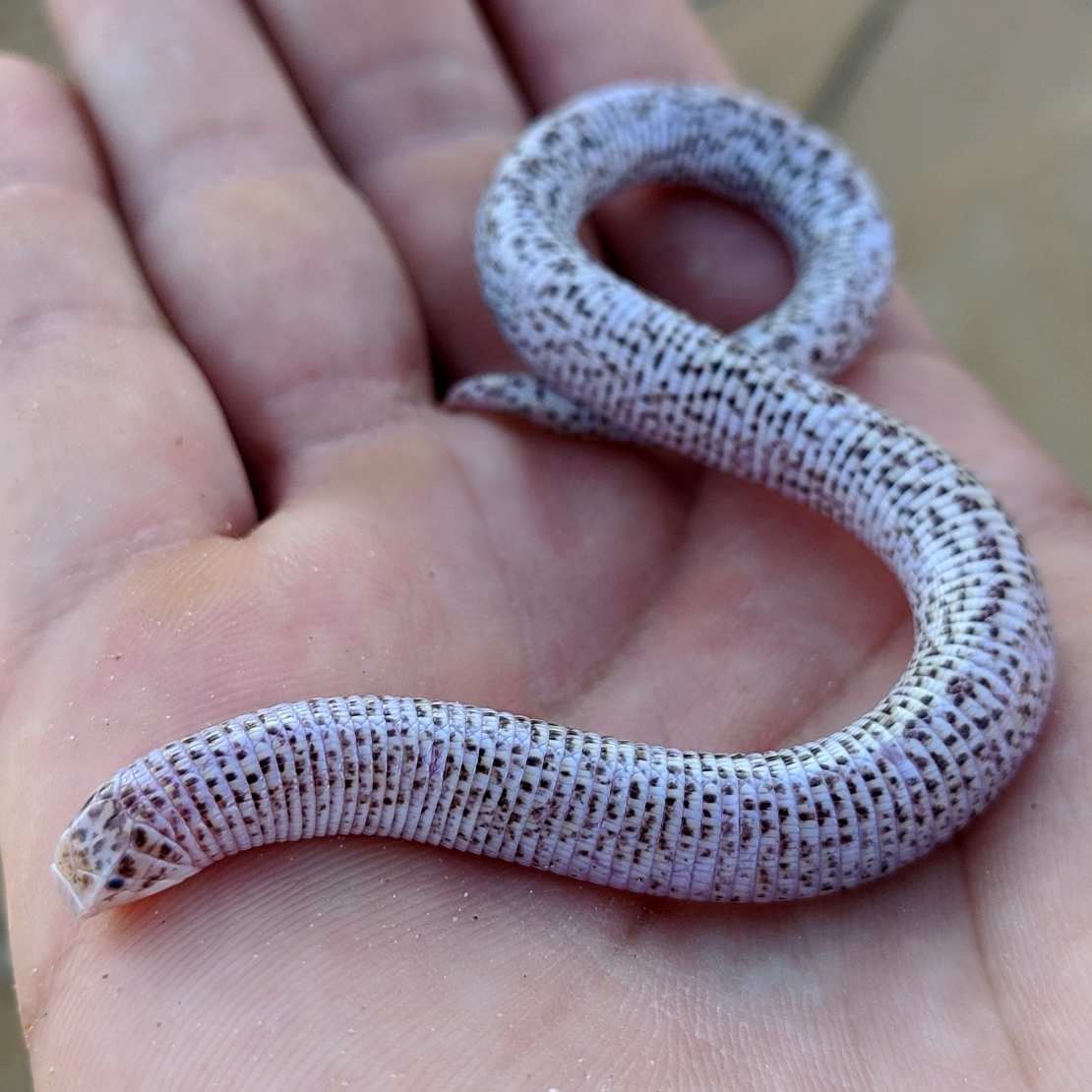
Diplometopon zarudnyi

  - Schachbrett-Doppelschleiche (Trogonophis wiegmanni Kaup, 1830)